# Кресида (спътник)
Вижте пояснителната страница за други значения на Кресида.
Кресида е естествен спътник на Уран, носещ името на дъщерята на троянския жрец Калкас, героиня на Бокачо, Джефри Чосър, Шекспир и други автори. Освен общите ѝ орбитални и физически характеристики, за Кресида е известно много малко.
Открита е от снимки, заснети от Вояджър 2 на 9 януари 1986 г., и ѝ е дадено предварителното означение S/1986 U 3. Като алтернатива бива използвано името Уран 9.
Кресида принадлежи към т.нар. Група на Порция, наред с Бианка, Дездемона, Жулиета, Порция, Розалинда, Купидон, Белинда и Пердита. Тези сателити имат подобни орбити и фотометрични характеристики.
Виж още: астероидът 548 Кресида.